# George Eads
George Coleman Eads III (Belton, Texas, 1 de marzo de 1967) es un actor estadounidense, conocido por su papel como Nick Stokes en el drama policial CSI: Crime Scene Investigation. Posteriormente protagonizó como Jack Dalton en la serie de actividades de CBS MacGyver por tres temporadas.

## Biografía

### Primeros años
Su padre era Arthur "Cappy" Eads, un abogado jubilado del distrito que murió el 1 de noviembre de 2011. Su madre es Vivian Baker (née Atenas). George se graduó de la Escuela Secundaria Belton (1985) y de la Universidad Tecnológica de Texas (1989) con un título en márquetin. En la universidad, era miembro de la fraternidad Phi Delta Theta. Antes de comenzar una carrera de actuación, Eads trabajó como vendedor de copias de máquinas, así como la venta de suministros de primeros auxilios y seguridad para Cintas.

### Carrera
Eads condujo a Los Ángeles, California en una camioneta prestada de su padrastro, para continuar su carrera de actuación. Cuando llegó a Los Ángeles, solo podía conducir durante el día porque el camión tenía dos faros rotos.[cita requerida] Eads tuvo su gran descanso en la telenovela de primera hora Savannah, en la que jugó al connizado Travis Peterson y más tarde al hermano gemelo de Travis, Nick Corelli.
Eads se convirtió en paramédico Greg Powell en ER en 1997 y trabajó en varias películas para televisión como Crowned y Dangerous (1997).
En el año 2000, Eads se convirtió en uno de los personajes principales del drama policial de la CBS CSI: Crime Scene Investigation (CSI:Investigación de la escena del crimen), en el que retrató a un científico forense de Las Vegas llamado Nick Stokes.
Paralelamente a CSI, Eads trabajó en películas para televisión, como Monte Walsh de 2003 y Evel Knievel de 2004.
En agosto de 2013, antes de la 14.ª temporada de CSI, Eads supuestamente tomó una licencia de ausencia después de tener una alteración con un escritor del espectáculo sobre lo que fue descrito como "problemas creativos". El 25 de noviembre de 2014, se anunció que Eads dejaría el espectáculo, que en cualquier caso no se renovó para la siguiente temporada; solo perdió la serie de la película de televisión finale, Inmortalidad.
De 2016 a 2019, Eads protagonizó como Jack Dalton en la serie de reinicio de CBS MacGyver. En 2018, mientras la tercera temporada de la serie estaba filmando, Eads pidió ser liberado de su contrato para que pudiera pasar más tiempo con su joven hija que reside en Los Ángeles, mientras MacGyver se filtra en Atlanta. Los productores finalmente estuvieron de acuerdo con que Eads estuviera escrito fuera del espectáculo pero le dejaron abierta la oportunidad de volver como estrella invitada en el futuro. El 1 de febrero de 2019 episodio "Padre + Novia + Traición" fue su último en MacGyver.

### Vida personal
En 2011, Eads se casó con Monika Casey. En enero de 2014, se informó que esperaban a su primer hijo, y más tarde ese año, Casey dio a luz a su hija, Dylan. La pareja se divorció en 2015.

## En otros medios de comunicación
En marzo de 2009, Eads fue votado como uno de los actores masculinos más sexy en el tema "Sexiest Stars" de la Guía de TV. El tema "Sexiest Stars" votó a Simon Baker de El Mentalista como el actor masculino más sexy. Eads no fue desalentado por esto, sin embargo, y dijo que él era muy apreciativo de sus fanes llamándolo "sexy". "Es dulce y amable. Me hace querer trabajar más duro para ellos. Me hace querer ser más sexy".

## Filmografía

### Largometrajes
| Año  | Película               | Función         | Notas |
| ---- | ---------------------- | --------------- | ----- |
| 1994 | Polvo a polvo          | Lobo negro      |       |
| 2014 | Gutshot recta          | Jack            |       |
| 2014 | Sexo Ed                | Jimmy           |       |
| 2019 | La batalla de Jangsari | Coronel Stephen |       |

### Televisión
| Año       | Película                                   | Función                                                            | Notas                              |
| --------- | ------------------------------------------ | ------------------------------------------------------------------ | ---------------------------------- |
| 1995      | Suerte extraña                             | J.R. Dean                                                          | 1 episodio                         |
| 1996      | La última mentira                          | Ben McGrath                                                        | Película de TV                     |
| 1996–1997 | Sabana                                     | Travis Peterson (episodio piloto); como Nick Corelli (en la serie) | 26 episodios                       |
| 1997      | Coronado y peligroso                       | Riley Baxter                                                       | Película de TV                     |
| 1997–1998 | ER                                         | Paramédico Greg Powell                                             | 3 episodios                        |
| 2000      | La primavera                               | Gus                                                                | Película de TV                     |
| 2000      | Vid                                        | Thumper Klein                                                      | 5 episodios                        |
| 2000–2015 | CSI: Investigación de la escena del crimen | Nick Stokes                                                        | Principal; Todas las 15 estaciones |
| 2002      | Solo un paseo en el parque                 | Adam Willingford                                                   | Película de TV                     |
| 2002      | Segunda cadena                             | Tommy Baker                                                        | Película de TV                     |
| 2003      | Monte Walsh                                | Frank "Shorty" Austin                                              | Película de TV                     |
| 2004      | Evel Knievel                               | Evel Knievel                                                       | Película de TV                     |
| 2004      | Justice League Unlimited                   | Capitán Atom (voz)                                                 | Episodio: "Iniciación"             |
| 2008      | Dos hombres y medio                        | George                                                             | Episodio: "Pescado en un cajón"    |
| 2010–2012 | Justicia joven                             | Barry Allen/Flash (voz)                                            | 5 episodios                        |
| 2016–2019 | MacGyver                                   | Jack Dalton                                                        | Principales 51 episodios           |
| 2017      | Halloween de Michael Jackson               | Padre de Vincent                                                   | Especial de televisión             |
| 2020      | Esto es Nosotros                           | Entrenador de fútbol                                               | 2 episodios                        |